# جوستين شيبرد
جوستين شيبرد (بالإنجليزية: Justin Shepherd)‏ (8 يونيو 1981 بجزر كوك في نيوزيلندا - ) هو لاعب كرة قدم نيوزلندي في مركز الوسط. شارك مع منتخب جزر كوك لكرة القدم. أما مع النوادي، فقد لعب مع Nikao Sokattak F.C. ‏.

## وصلات خارجية
- جوستين شيبرد على موقع قاعدة بيانات كرة القدم.إي يو (الإنجليزية)
- جوستين شيبرد على موقع ناشيونال فوتبول تيمز (الإنجليزية)